# لشکرکشی داریوش بزرگ به سرزمین سکاها
لشکرکشی داریوش به سکاها یک لشکرکشی نظامی به بخش‌های اروپایی سرزمین سکاها توسط داریوش بزرگ شاهنشاه هخامنشی در سال ۵۱۳ پیش از میلاد بود. سکاها مردمی با زبان‌های ایرانی شرقی و آریایی تبار بودند که به ایران حمله کرده و بر ضد داریوش شوریدند و تهدیدی برای به هم زدن معاملات تجاری بین آسیای مرکزی و سواحل دریای سیاه بودند. آنها بین دانوب و رود دن زندگی می‌کردند. لشکرکشی در بخش‌هایی از بالکان اوکراین و روسیه امروزی و بخش هایی از آسیا اتفاق افتاد.
سکاها به دلیل سبک زندگی متحرک و نبود هرگونه آبادانی (به غیر از گلون که در آنجا میان لشکر هخامنشی با قبایل سکایی بودینی ها و گلونی ها جنگی صورت گرفت که با پیروزی هخامنشی ها همراه بود) موفق شدند از رویارویی مستقیم با ارتش پارس جلوگیری کنند، در حالی که پارسیان به دلیل راهبرد زمین سوخته سکاها متحمل خسارت شدند. با این حال، پارسیان بسیاری از زمینهای زیر کشت سکاها را فتح کرده و به متحدان آنها آسیب رساندند، و سکاها را مجبور به احترام به نیروی ایرانی کردند. داریوش برای جلوگیری از ضررهای بیشتر پیشروی را متوقف کرد و یک خط دفاعی در کرانه رود اوروس (Oarus) ساخت.

## دلایل
به دلیل مختصر بودن اطلاعات هرودوت، کمبود سایر داده‌های مکتوب و باستان‌شناسی، نگرش‌های متفاوت پژوهشگران به منابع موجود و همچنین تعدادی عوامل دیگر، دیدگاه واحدی در مورد بسیاری از مسائل اساسی جنگ وجود ندارد.
هرودوت انگیزه‌های جنگ را در قالب گفتگوی داریوش و همسرش آتوسا بازگو می‌کند:
— ای شاه! با وجود تمام قدرتت، هیچ کاری نمی‌کنی. هنوز هیچ ملتی را به پارسیان تسلیم نکرده‌ای و قلمرو پارس را گسترش نداده‌ای. شایسته مرد جوانی چون تو، ای دارنده گنج‌های بزرگ، آن است که خود را با کارهای بزرگ نامدار کنی تا پارسیان بدانند که مردی بر آنان حکمرانی می‌کند. این برای تو دو فایده خواهد داشت: پارسیان خواهند دانست که مردی در رأس آن‌هاست و با پرداختن به جنگ، فرصتی برای قیام علیه تو نخواهند داشت. اکنون، در حالی که هنوز جوانی، می‌توانی کار بزرگی انجام دهی. زیرا با رشد جسم، نیروهای معنوی نیز رشد می‌کنند و هنگامی که جسم شروع به پیر شدن می‌کند، روح نیز با آن پیر می‌شود و دیگر قادر به انجام کارهای بزرگ نیست.
— ای زن! هر آنچه می‌گویی، خود نیز در فکر انجام آن هستم. زیرا قصد دارم پلی از سرزمین ما به سرزمین دیگر بزنم و به سوی سکاها بروم. و این به زودی اتفاق خواهد افتاد.
هرودوت خود لشکرکشی و دلایل آن را چنین گزارش می‌کند: تمایل داریوش به انتقام از سکاها به خاطر توهین‌های صد سال پیش:
پس از فتح بابل، لشکرکشی خود داریوش یکم هیستاسپ به سوی سکاها بود. از آنجا که آسیا پر از مردم و منابع مالی فراوان بود، داریوش خواستار انتقام از سکاها شد زیرا آن‌ها نخستین کسانی بودند که به ماد حمله کردند و بر کسانی که در برابرشان مقاومت می‌کردند پیروز شدند و بدین ترتیب بی‌عدالتی را آغاز کردند. زیرا سکاها به مدت بیست و هشت سال بر آسیای علیا حکومت کردند. آن‌ها در تعقیب کیمری‌ها به آسیا حمله کردند و مادها را از قدرت خلع کردند. زیرا همین مادها بودند که پیش از آمدن سکاها بر آسیا حکومت می‌کردند… به همین دلیل داریوش یکم، با تمایل به انتقام از سکاها، لشکری علیه آن‌ها گردآوری کرد.
افلاطون در این باره با فریاد گفته: «به چه حقی خشایارشا به یونان لشکر کشید و پدرش به سکاها؟». از این می‌توان نتیجه گرفت که او هیچ دلیل جدی برای لشکرکشی داریوش به سکاها نمی‌دید.
یوردانس مورخ، چنین توضیحی برای دلایل لشکرکشی به سکاها، که او در اینجا آن‌ها را گوت‌ها می‌نامد، ارائه می‌دهد:
داریوش، پادشاه پارس، پسر ویشتاسپا، خواستار ازدواج با دختر آنتیریو، پادشاه گوت‌ها بود؛ او این را درخواست کرد و در عین حال بیم داشت که مبادا آن‌ها خواسته‌اش را رد کنند. گوت‌ها، با بی‌اعتنایی به خویشاوندی با او، فرستادگان او را دست خالی بازگرداندند. او که تحقیر شده بود، خشمگین شد و لشکری متشکل از هفتصد هزار جنگجوی مسلح علیه گوت‌ها به راه انداخت؛ او می‌خواست انتقام ننگ خود را با یک مصیبت عمومی بگیرد.
همین روایت را تروگ پمپه‌ای به طور خلاصه بیان می‌کند، که او نیز مانند یوردانس، نام پادشاه سکایی ایدانتیرسوس را تحریف می‌کند.
نویسندگان باستان دو روایت کاملاً متفاوت ارائه می‌دهند که صحت آن‌ها نامعلوم است. احتمالاً داریوش می‌خواست با پادشاه سکایی خویشاوندی برقرار کند تا حمایت او را در برنامه‌های بلندپروازانه فتوحات خود جلب کند. اما با دریافت پاسخ منفی، او فهمید که نه تنها متحد یا همسایه بی‌طرفی به دست نیاورده، بلکه در سکاستان دشمن قدرتمندی نیز دارد که می‌تواند مانع تحقق برنامه‌های بزرگ او شود. چنین دشمنی باید نابود می‌شد، و در نتیجه داریوش به جنگ سکاها رفت. بهانه این کار نیز امتناع از دادن دختر ایدانتیرسوس به او بود.
همچنین بعید نیست که داریوش در همان رویدادها نخواسته باشد شکست خود در ازدواج را علنی کند و بهانه دیگری برای جنگ پیدا کرده باشد، از جمله ناراحتی‌های قدیمی ناشی از اشغال دولت مادها سکاها توسط سکاها، بنابراین، روایات نویسندگان باستان یکدیگر را نفی نمی‌کنند.
اما منابع فقط به آنچه بهانه جنگ بود اشاره می‌کنند، نه دلیل اصلی. تمام گزینه‌های ممکن به تفصیل در اثر ی. و. چرننکو بررسی و تحلیل شده‌اند.
برای مثال، س. پ. تولستوی چنین می‌نویسد: «من تمایل دارم در طرح بزرگ داریوش تلاشی برای عبور با آتش و شمشیر از عمیق‌ترین پشت جبهه سکاستان و رسیدن به آسیای مرکزی از شمال غربی، برای همیشه درهم شکستن قدرت دشمنان قدرتمند شمال شرقی خود و تکمیل تثبیت مرز شمالی امپراتوری ببینم. تمایل به تقویت قدرت هخامنشیان در قفقاز جنوبی که مستقیماً توسط سکاهای اروپایی تهدید می‌شد، نیز می‌توانست عامل بزرگی باشد. مقیاس بزرگ این لشکرکشی‌ها نباید ما را آشفته کند. نباید ابعاد عظیم خود امپراتوری و لشکرکشی‌های کوروش، کمبوجیه و داریوش به سرزمین‌هایی از باختر تا برقه و نوبه را فراموش کرد که از نظر طول مسیر تفاوت چندانی نداشتند. آگاهی جغرافیایی پارسیان از سکاستان احتمالاً بسیار بیشتر از یونانیان بود و برای پارسیان بمانند یونانیان سخن از لشکرکشی به "سرزمین تاریکی" و مرموز نبود، بلکه به کشوری بود که احتمالاً برای پارس‌ها کاملاً شناخته شده بود.»
توضیح کمی متفاوت توسط آرتاومونوف، میخائیل ایلاریونوویچ ارائه شده است: «داریوش هیستاسپ در تلاش بود تا امپراتوری پارس را به تمام جهان فرهنگی آن زمان گسترش دهد و به ویژه، مستعمرات یونانی دریای سیاه را تابع خود کند و بدین ترتیب کنترل تجارت دریای سیاه، به ویژه ورود غلات سکایی مورد نیاز یونان را به دست گیرد.»
ریباكوف، بوریس الكساندررویچ دیدگاه مشابهی را بیان می‌کند: «لشکرکشی داریوش یکم به تراکیه و سکاستان در سال ۵۱۲ پیش از میلاد نخستین اقدام نظامی در رویدادهای طولانی جنگ‌های ایران و یونان بود. هدف آن به آسانی قابل حدس است: پارسیان شروع به تدارک برای جنگی سنگین در خشکی و دریا کردند و تلاش کردند تا یونان را از مناطق حاصلخیز و غنی از دام و ماهی شبه جزیره بالکان و سکاستان جدا کنند. بهانه، البته، چیز دیگری ذکر شد: انتقام از لشکرکشی‌های قدیمی سکاها به آسیای صغیر، اما با این وجود، تسخیر تراکیه‌ای‌ها که در حملات غارتگرانه سکاها دخیل نبودند، هیچ تردیدی در اهداف استراتژیک واقعی پادشاه پارس باقی نمی‌گذارد.»
نتایج س. پ. تولستوی با نتیجه اصلی ی. و. چرننکو مغایرت ندارد، بلکه اگر بتوان چنین گفت، آن را در بخش برنامه‌های استراتژیک داریوش پس از شکست سکاها تکمیل می‌کند.
ب. آ. ریباکوف به اشتباه هدف لشکرکشی داریوش را تعیین کرد و توجه را از سکاستان به یونان معطوف کرد. پارسیان در تلاش نبودند تا «یونان را از مناطق حاصلخیز و غنی از دام و ماهی بالکان و سکاستان جدا کنند»، بلکه می‌خواستند سکاها را شکست دهند و خود را از چنین دشمن قدرتمندی ایمن کنند. با این کار، آن‌ها، البته، یونان را از غلات محروم می‌کردند، اما این نتیجه بود، نه علت.
بنابراین، داریوش به جنگ سکاها رفت. پیش از عزیمت به چنین لشکرکشی دور و دشواری، شاه به جمع‌آوری اطلاعات لازم درباره سکاستان پرداخت. کتزیاس در «تاریخ پارس» خود در این باره می‌نویسد: «داریوش به ساتراپ کاپادوکیه، آریامن، دستور داد تا از اروپا عبور کرده و به جنگ سکاها برود و مردان و زنان را اسیر کند. آریامن، با عبور با ۳۰ کشتی پنجاه پارویی، سکاها را اسیر کرد و برادر پادشاه سکایی، مارساگت را نیز اسیر کرد، و او را به دستور برادرش به دلیل خطایی در زنجیر یافته بود. پادشاه سکایی، سکیفارب با خشم نامه‌ای گستاخانه به داریوش نوشت و پاسخ مشابهی دریافت کرد.»
تاریخ دقیق لشکرکشی نامعلوم است. هرودوت فقط اشاره می‌کند که لشکرکشی پس از فتح بابل، یعنی پس از ۵۲۱ پیش از میلاد، رخ داد. در این رابطه، و. و. استرووه تأکید کرد که «تاریخ‌گذاری هرودوت از لشکرکشی به سکاها بسیار مبهم است، زیرا فضای بسیار زیادی برای انتخاب سالی که داریوش تصمیم گرفت سپاه خود را علیه قبایلی که در دشت‌های شمال دریای سیاه ما ساکن بودند، بفرستد، باقی می‌گذارد.»
دانشمندان دیدگاه‌های مختلفی در مورد این تاریخ ابراز کرده‌اند. آن‌ها با ارائه استدلال‌ها، ملاحظات، فرضیه‌ها و صرفاً حدس‌های مختلف، سال‌های مختلفی را در بازه زمانی بین ۵۲۰ و ۵۰۷ پیش از میلاد مطرح می‌کنند. اکثر پژوهشگران معتقدند که جنگ سکاها و پارس در سال ۵۱۲ پیش از میلاد رخ داد. ارائه پاسخ کاملاً دقیق هنوز امکان‌پذیر نیست.

## لشکرکشی در اروپای شرقی

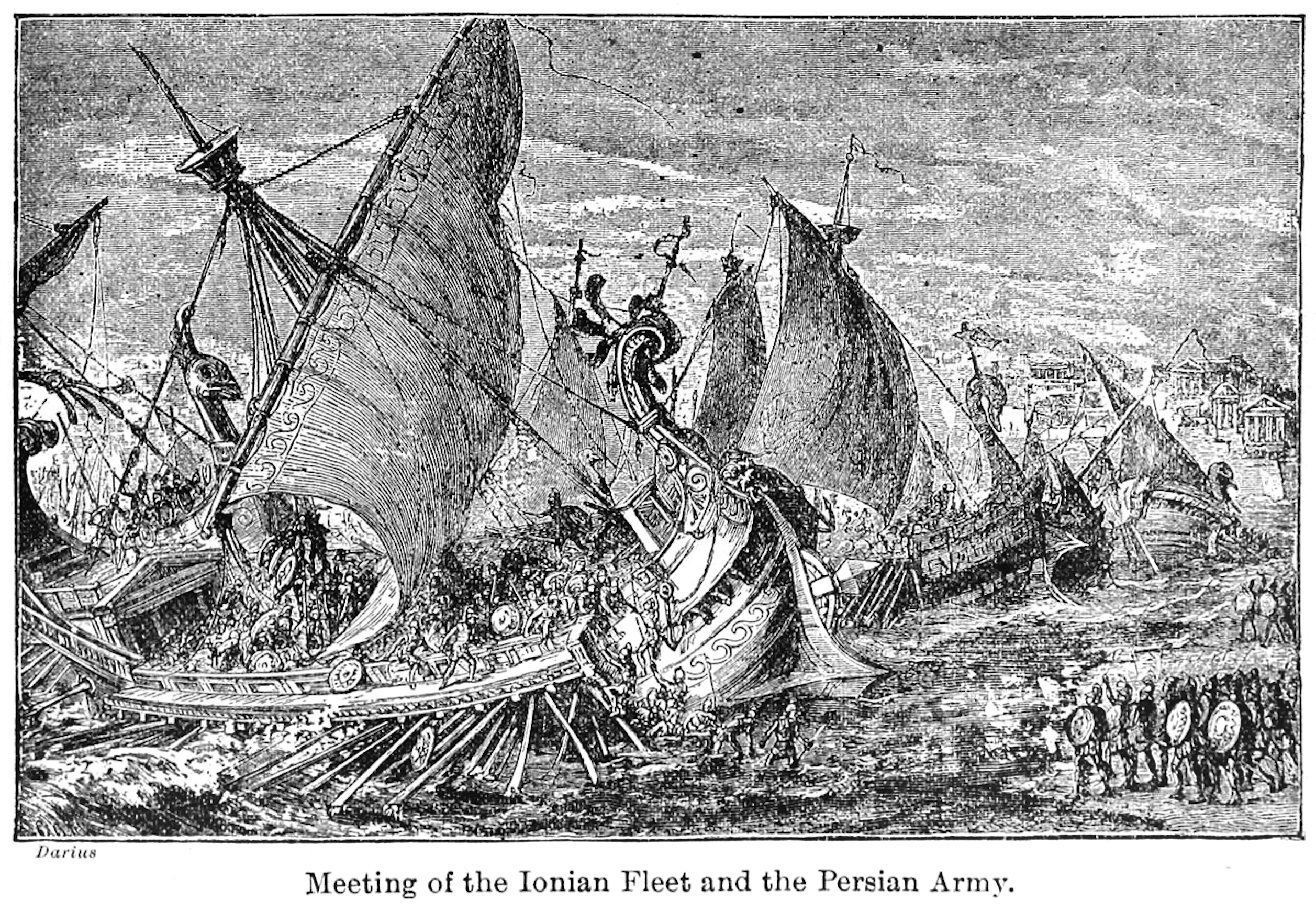
محل اتصال ناوگان یونی و ارتش ایران در بسفر، در حال آماده‌سازی برای لشکر کشی سکاها. تصویرگری قرن نوزدهم.

داریوش با استفاده از پلی از قایق‌ها از تنگه بسفر ادر دریای سیاه عبور کرد. داریوش بخشهای زیادی از اروپای شرقی را فتح کرد، حتی از دانوب عبور کرد تا با سکاها جنگ کند. داریوش با فرمانده اش مگابازوس به سکاستان حمله کرد، که در آن سکاها با استفاده از فریب و عقب‌نشینی به سمت شرق در حالی که چاه‌های اب را مسدود می‌کردند کاروان‌ها را از رسیدن به ارتش داریوش منع می‌کردند مراتع را از بین می‌بردند و به طور مداوم درحال زدخورد بودند موفق شدند از رویارویی با ارتش داریوش طفره بروند، ارتش داریوش به دنبال جنگ با سکاها، ارتش سکاها را تا اعماق سرزمینهای سکاها، بیشتر در اوکراین امروزی، که هیچ شهری برای تسخیر کردن و علوفه ای برای خوردن وجود نداشت، تعقیب کرد.
داریوش با ناامیدی نامه ای به حاکم سکایی ایدانتیرسوس برای جنگ یا تسلیم فرستاد. حاکم پاسخ داد که نمی‌ایستد و با داریوش نمی‌جنگد، مگر اینکه ایرانیان قبور اجداد سکاها را پیدا و هتک حرمت کنند. تا آن زمان، آنها به استراتژی خود ادامه می‌دادند زیرا هیچ شهر یا زمین زراعتی برای از دست دادن ندرند. علیرغم تاکتیک‌های سکاها، مبارزات داریوش تاکنون نسبتاً موفقیت‌آمیز بود.
همان‌طور که توسط هرودوت ارائه شد، تاکتیکهای سکاها منجر به از دست دادن بهترین سرزمینهایشان و آسیب رساندن به متحدان وفادار آنها شد؛ بنابراین واقعیت این است که داریوش ابتکار عمل را در دست گرفت. هنگامی که به سمت شرق در زمین‌های زیر کشت سکاها حرکت می‌کرد، ناوگان ارتش را تأمین می‌کرد.
وی در حالی که به سمت شرق در سرزمین‌های سکاهای اروپا حرکت می‌کرد، گلونوس، شهر بزرگ و مستحکم بودینی، یکی از متحدان سکاها را تصرف کرد و آن را سوزاند.

### در اواخر کارزار

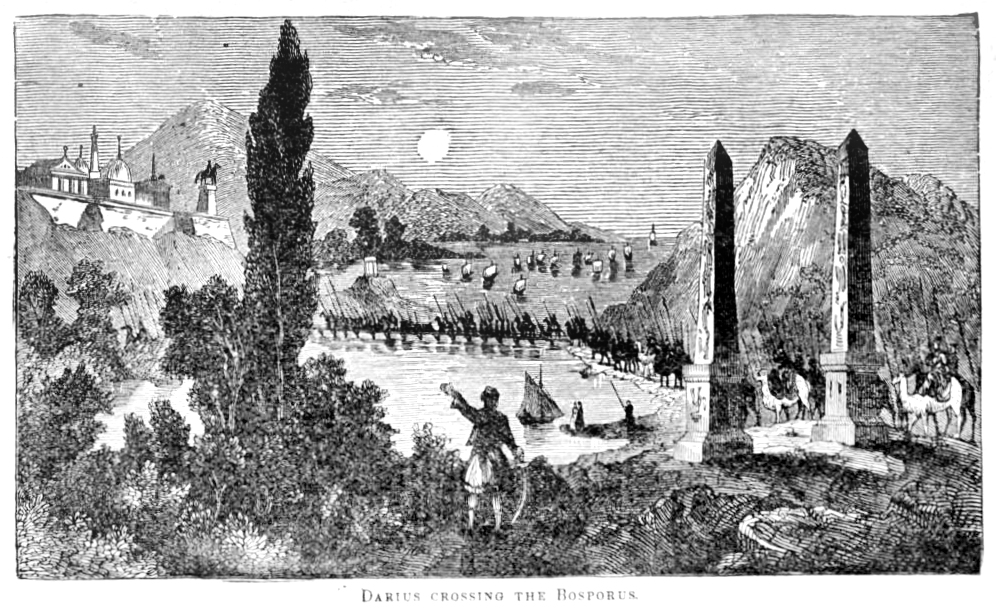
داریوش که از بسفر عبور می‌کند.

امپراتوری هخامنشی در بیشترین میزان تحت سلطنت داریوش اول

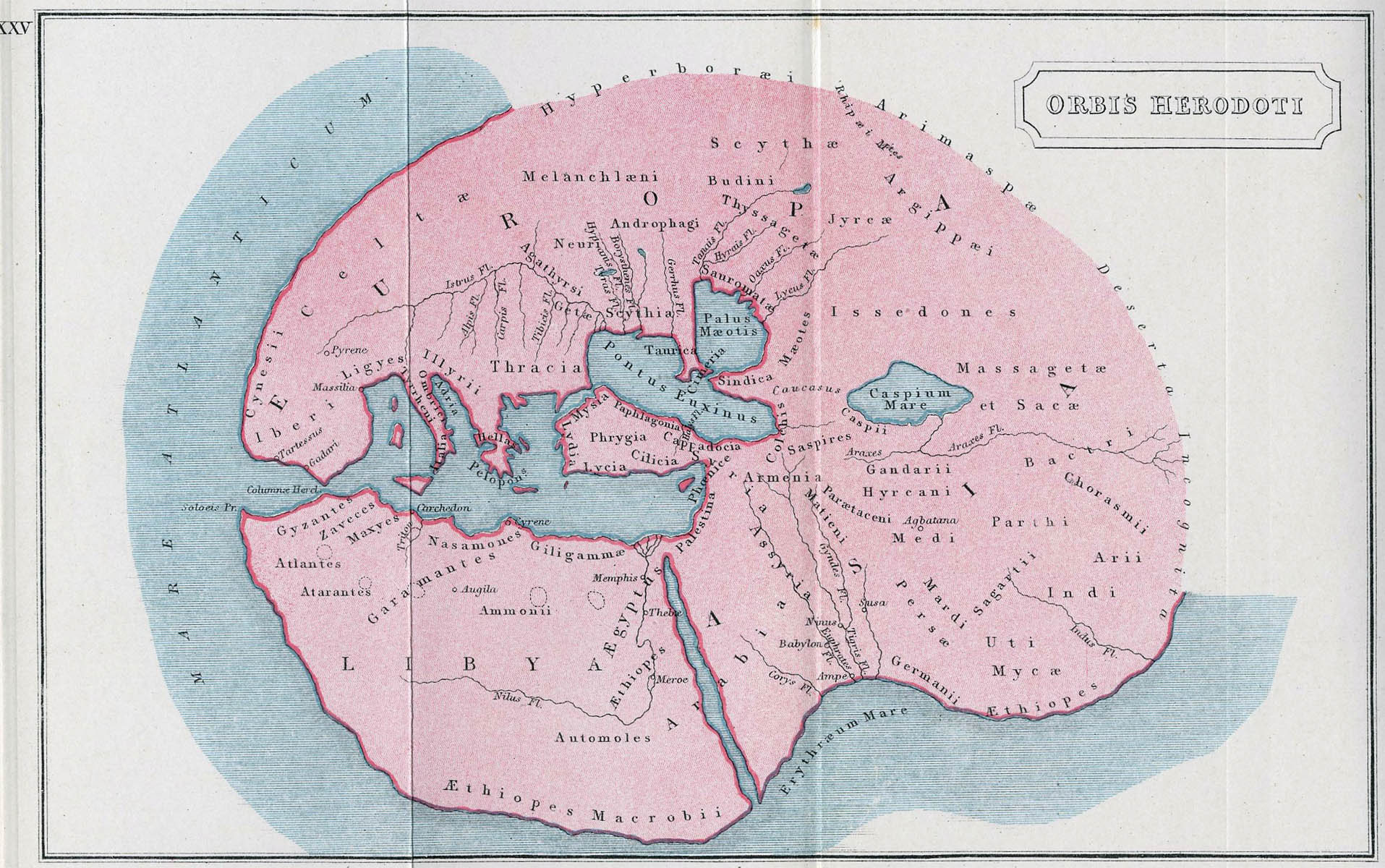
نقشه جهان بر اساس تاریخ هرودوت

داریوش دستور توقف در ساحل اوروس را داد، جایی که «هشت قلعه بزرگ، تقریباً هشت مایل دور از یکدیگر» ساخت، بدون شک به عنوان یک دفاع مرزی. همان‌طور که در تاریخ باستان کمبریج: ایران، یونان و مدیترانه غربی C. 525 تا ۴۷۹ پیش از میلاد مسیح بیان شده‌است، این مسئله مشخصاً تا آنجاست که داریوش قصد داشته باشد، حداقل در حال حاضر. ارتش داریوش پس از یک ماه تعقیب سکاها، به دلیل خستگی، خلوت و بیماری متحمل خسارات شد. هرودوت در تاریخ خود اظهار داشت که ویرانه‌های قلعه‌ها هنوز در زمان او پابرجا مانده‌اند.
داریوش که نگران از دست دادن تعداد بیشتری از نیروهای خود بود، راهپیمایی را در ساحل رودخانه ولگا متوقف کرد و به طرف تراکیه حرکت کرد. وی نتوانسته بود سکاها را به نبرد مستقیم برساند و تا زمانی که این کار را نکرد، دلیل زیادی برای تأمین سرزمین‌های فتح شده نداشت.
ابتکار عمل هنوز به عهده او بود. همان‌طور که تاکتیکهای فرار از ارتش داریوش و زمین سوخته که شامل آلوده کردن چاه‌ها، خراب کردن چراگاه‌ها و برداشتن تمام دام‌ ها بود توسط سکاها ادامه داشت، آنها با این وجود کاملاً شکست خورده بودند، اگرچه داریوش نیز شکست خورده بود زیرا هنوز موفق نشده بود سکا ها را به رویارویی مستقیم بکشاند. وی به اندازه کافی قلمرو سکاها را فتح کرده بود تا سکاها را مجبور به احترام به نیروهای پارسی کند.

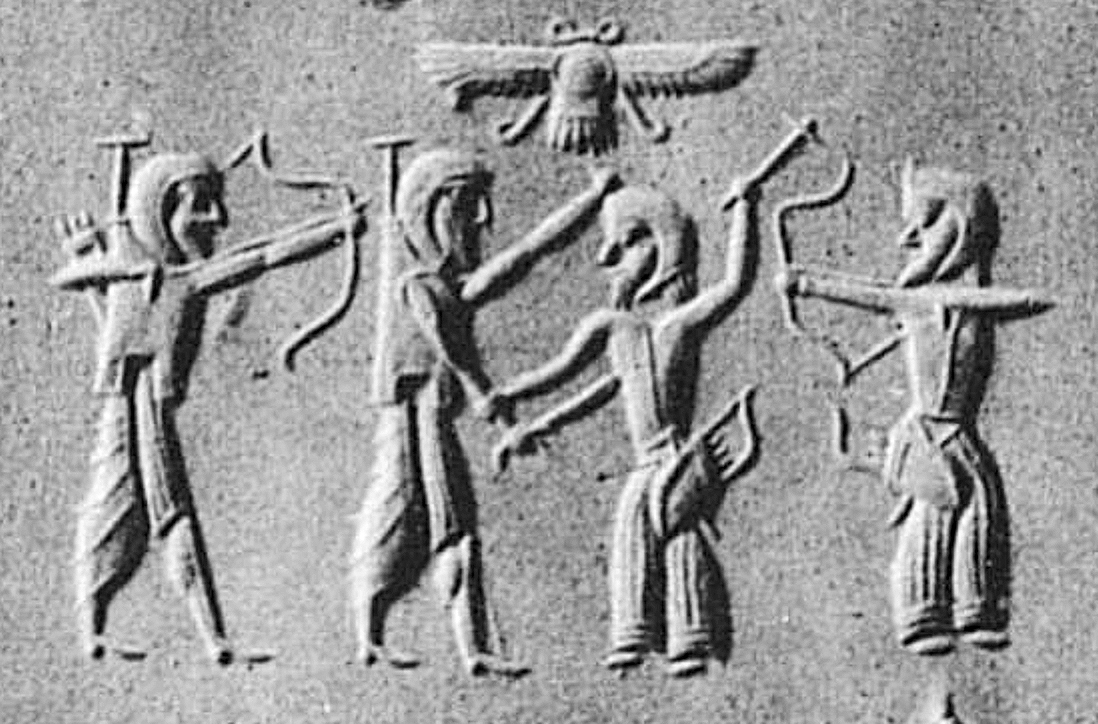
سربازان هخامنشی یا علیه سکاها یا سغدی‌ها می جنگند. اثر مهر و موم سیلندر (نقاشی).

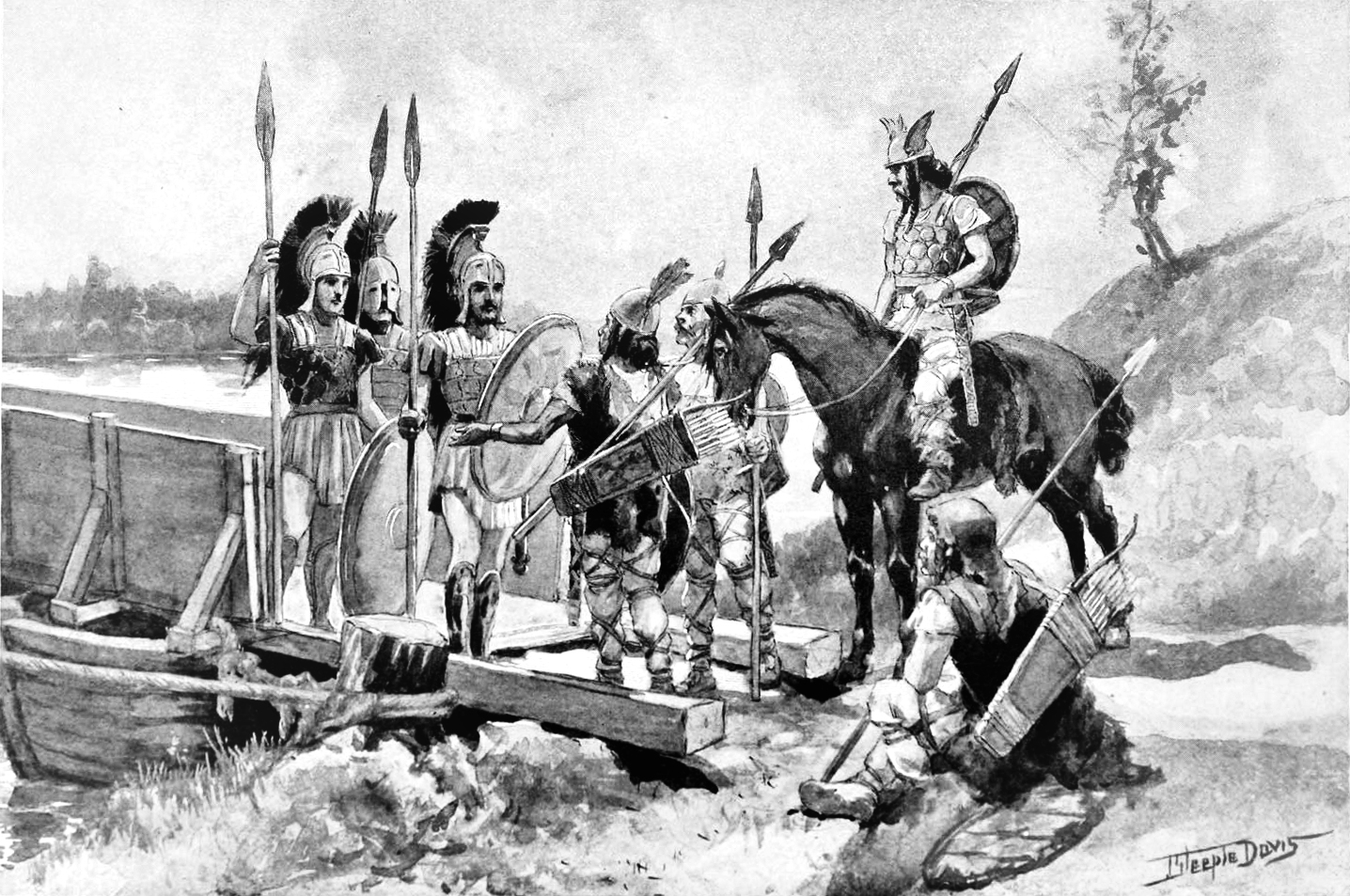
یونانیان پل داریوش اول را از طریق رود دانوب حفظ می کنند. تصویرگری قرن نوزدهم.

## عواقب

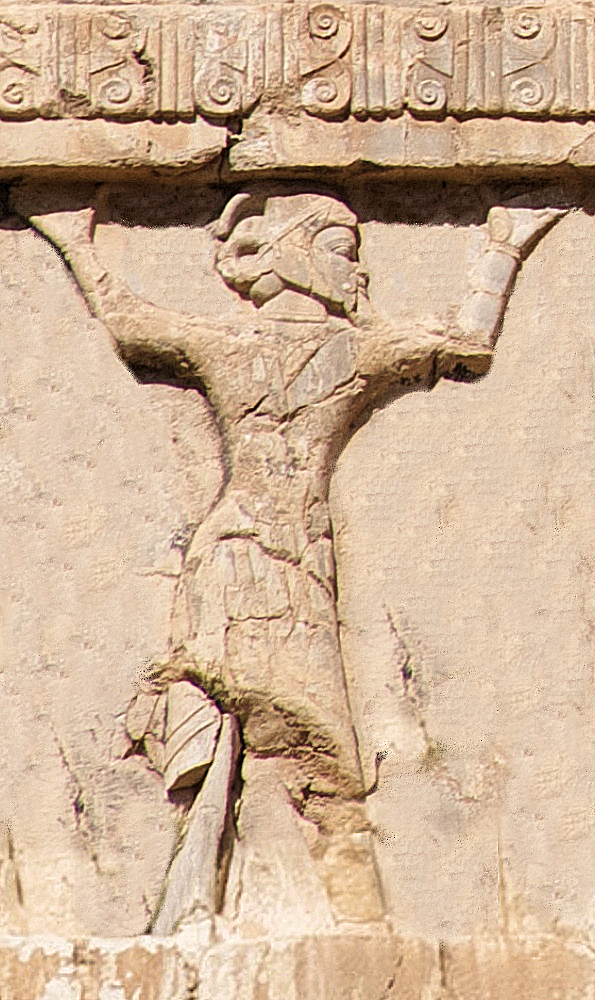
«سکایی آن سوی دریا»، به عنوان یک سرباز ارتش هخامنشی حدود سال ۴۸۰ قبل از میلاد بر مقبره خشایارشا اول در نقش رستم به تصویر کشیده شده‌است.

همان‌طور که در تاریخ کمبریج آمده‌است، داریوش صدمات گسترده‌ای به سکاها و متحدان آنها وارد کرد، به ویژه اعتبار سکاهای سلطنتی آن ها را تضعیف کرد و توازن قوا را در بین اقوام مختلف منطقه بویژه در ناحیه اوکراین را برهم زد.
اما از آنجا که او نتوانست سکاها را به نبرد بیاورد، نتوانست هیچ دستاورد سرزمینی را بدست آورد و حتی ساختن قلعه‌ها را در مرز ممکن به پایان نرساند. این کارزار چیزی بیش از بن‌بست گران‌قیمت نبود. چون زمستان فرا رسیده بود، داریوش برای حمله برنگشت و به طرف تراکیه به سوی مناطق کاملاً امن خود حرکت کرد.
نوعی اقتدار ایرانی شاید پس از عقب‌نشینی داریوش باقی مانده باشد، زیرا «سکاها آن سوی دریا» (میخی پارسی قدیم: 𐎿𐎣𐎠𐏐𐎫𐎹𐎡𐎹𐏐𐎱𐎼𐎭𐎼𐎹، Sakā tayaiya paradraya) در نقش رستم به عنوان یکی از مردمانی که پادشاه در خارج از ایران (سرزمینشان را) فتح کرد.
اما یانوس هارماتا نظری متفاوت از هرودوت داشت،وی بر این عقیده بود که لشکرکشی ایرانی ها در عوض با موفقیت سرزمین سکا ها را ضمیمه کرده است و سکاها تنها در سال 496 قبل از میلاد توانستند خود را آزاد کنند، زمانی که هخامنشیان تمام سرزمین های اروپایی خود را به دلیل شورش ایونی از دست دادند.

## ارزیابی
کارزار سکاها از این حیث تعیین‌کننده بود که پارسیان تلاش خود را برای مطیع کردن سکاهای اروپایی کنار بگذارند.
هرودوت در ارزیابی خود صحیح گفت که سکاها فرار خود را مدیون تحرک، کمبود مراکز مسکونی و مهارت سواران کماندار خود می‌دانند. وی بعلاوه اظهار داشت که امتناع آنها از تسلیم در برابر ایران به دلیل عواملی چون قدرت استبدادی پادشاهان، نفرت گسترده نسبت به بیگانگان (IV.76.1)، و اعتقاد مردم عادی است که آنچه باعث او و افتخار قبیله او کشتن دشمنان بود.
قبایل مختلف سکایی با همکاری یکدیگر، حمایت سایر اقوام همسایه را نیز به دست آوردند. در این راستا، همان‌طور که تاریخ باستان کمبریج بیان می‌کند، آنها بیش از آنچه که دولتهای شهر یونان در بیشتر درگیریهای یونانی و پارسی نشان می‌دادند، احساس یک جامعه را نشان می‌دادند.

## لشکرکشی در آسیای میانه
م. آ. داندامایف هخامنشی شناس و استاد آکادمی علوم روسیه می‌نویسید:
در سال ۵۱۹ پیش از میلاد، پس از آنکه داریوش امپراتوری کوروش را به مرزهای پیشین بازگرداند، لشکری به‌سوی قبیلهٔ سکاها معروف به «سکاهای کلاه‌نوک‌تیز» (Saka Tigraxauda) کشید، که در ستون پنجم کتیبه بیستون به آن‌ها اشاره شده است. البته برخی بخش‌های این کتیبه آسیب دیده و پژوهشگران حروف افتاده را به شکل‌های مختلف بازسازی کرده‌اند. به‌گفتهٔ ی. هارماتا، داریوش به دریای آرال و دهانهٔ رود «آرَخشا» رسید، که می‌توان آن را با «آراکس» هرودوت (یعنی آمودریای دوره هلنیستی) برابر دانست. 
هم سکاهای تیگرخشاودا و هم سکاهای هوم‌آورگا در آسیای میانه می‌زیستند. سکاهای اطراف دریای سیاه در کتیبه‌های هخامنشی با نام «سکاهای آن‌سوی دریا» (Sakā tayaiy paradraya) شناخته می‌شوند، در همان متنی که از تراکیه (Skudra) نیز نام برده شده است.
در نخستین کتیبه‌ها، زمانی که ایرانیان تنها با یک قبیله سکا روبه‌رو بودند، آن‌ها را به‌سادگی «سکا» می‌نامیدند. به‌عبارت دیگر، واژهٔ «سکا» معنای قومی خاصی داشت. اما بعدها، با شکست قبایل دیگر سکا، آن‌ها را به سه دسته تقسیم کردند: سکاهای هوم‌آورگا، سکاهای تیگرخشاودا، و سکاهای آن‌سوی دریا (اطراف دریای سیاه و آسیای میانه). سکاهای هوم‌آورگای آسیای میانه ظاهراً نخست توسط کوروش سرکوب شدند. «سکونخا» پادشاه سکاهای تیگرخشاودا و جانشین تهمریش بود که داریوش در ۵۱۹ پیش از میلاد علیه او جنگید در نقش‌برجسته بیستون به‌صورت اسیری با کلاه نوک‌تیزی به ارتفاع حدود ۳۰ سانتی‌متر دیده می‌شود. داریوش پس از شکست دادن و دستگیری او، وی را با رئیس دیگری از همان قبیله جایگزین کرد. سکاهای تیگرخشاودا در منابع یونانی با نام «اورثوکوریبانتیوی» شناخته می‌شدند، که ترجمه‌ای مستقیم از نام فارسی باستان آن‌هاست. آن‌ها از دیگر سکاهای آسیای مرکزی (و از خیون‌ها و باختری‌ها) با کلاه نوک‌تیزشان متمایز می‌شدند. در سایر موارد، همه آن‌ها لباس‌هایی مشابه شامل تونیک کوتاه، کمربند پهن و شلوارهای تنگ می‌پوشیدند.بر اساس گزارش پولیئنوس (در استراتژیکا، ۷.۱۱.۶)، داریوش در آغاز سلطنت خود لشکرکشی‌ای علیه سکاهای شرقی انجام داد. این سکاها با سه ارتش که هر یک به فرماندهی یک شاه اداره می‌شد، در برابر او ایستادگی کردند. یکی از این شاهان آمورگس نام داشت. داریوش این ارتش‌ها را به‌طور جداگانه درگیر کرد؛ یکی را شکست داد، دومی را کاملاً نابود کرد و شاه سوم را اسیر نمود. در روایت خود داریوش از لشکرکشی سال‌های ۵۲۰ تا ۵۱۹ پیش از میلاد علیه «سکاهای کلاه‌نوک‌تیز» (Saka Tigraxauda) در آسیای مرکزی (کتیبه بیستون، ستون پنجم، بند ۲۲ به بعد)، فرمانده دشمنی که به اسارت گرفت، سکونخا نام دارد.ما نقش‌برجسته‌ای بزرگ از یکی از این شاهان کوچ‌نشین در سنگ‌نگارهٔ بیستون (در ایران) داریم که پیش‌تر نیز به آن اشاره شد. شاه ساکایی، سکونخا، به‌عنوان آخرین نفر در صفی بلند از «شاهان شکست‌خورده و افتاده» که در برابر داریوش بسته‌شده‌اند، به تصویر کشیده شده است.
پس از این جنگ سکا ها و دیگر ایرانیان شرقی نقش برجسته‌ای در جنگ‌های هخامنشی داشتند. تنها باختر ۳۰ هزار سواره‌نظام برای ارتش ایران فراهم کرد و قبایل سکا نیز تعداد زیادی تیرانداز سواره تأمین کردند که در پادگان‌های ایرانی در مصر، بابل و سرزمین‌های دیگر خدمت می‌کردند. سکاها به همراه پارس‌ها، مادها و باختری‌ها، هسته اصلی ارتش هخامنشی را تشکیل می‌دادند و در نبردهای بزرگ جنگ‌های یونانی-ایرانی به شجاعت شناخته شدند. پیکره‌های سفالی از سکاها، باختری‌ها، خیون‌ها و سغدی‌ها با کلاه و شلوارهای تنگ بلند، در حفاری‌های بسیاری از شهرهای امپراتوری ایران، از مصر تا آسیای مرکزی، کشف شده‌اند. سلاح اصلی ارتش ایران، کمان ترکیبی سکاها بود که ویژگی‌های بالستیکی بسیار بهتری نسبت به دیگر ملت‌ها داشت؛ به همین دلیل، مادها و پارس‌ها نیز شیوه تیراندازی سوارکارانه سکاها را اقتباس کردند.